# Руй Ріу
Руй Фернанду да Сілва Ріу (порт. Rui Fernando da Silva Rio; нар. 6 серпня 1957, Порту) — португальський економіст і політик.
Лідер соціал-демократів (2018-2022). Мер міста Порту з 2002 по 2013 рік.

## Біографія
Здобув освіту у німецькій школі Colégio Alemão do Porto, вивчав економіку в Університеті Порту. Був президентом однієї зі студентських асоціацій. З 1982 року працював консультантом у галузі управління та фінансів, служив в армії, був консультантом у металургійній промисловості, пізніше працював економістом у Banco Comercial Português.
Брав участь у діяльності молодіжної організації Соціал-демократичної партії. Обирався членом парламенту у 1991, 1995 і 1999 роках. Генеральний секретар Соціал-демократичної партії з 1996 по 1997 рік.

### Нагороди
- Великий хрест ордена інфанта Енріке, Португалія (2006)
- Великий хрест ордена Заслуг, Угорщина (2003)
- 1-й клас ордена Білої зірки, Естонія (2006)
- Великий хрест ордена Заслуг, Норвегія (2009)
- Великий хрест ордена святого Григорія Великого, Святий Престол (2010)[2]
- Командор ордена «За заслуги перед Польщею», Польща (2012).